# Furtuna (film din 1960)
Furtuna este un film românesc din 1960 regizat de  Andrei Blaier și Sinișa Ivetici. Rolurile principale au fost interpretate de actorii Ion Manta, Toma Dimitriu, Nicolae Praida, Mitzura Arghezi, Ion Besoiu și Jules Cazaban. A avut premiera la 8 iunie 1960.

## Prezentare
Povestea are loc într-un orășel din Ardeal, imediat după 23 august 1944.

## Distribuție
- Ion Manta ca Duma[1]
- Toma Dimitriu ca Albu
- Nicolae Praida ca Andrei
- Victor Rebengiuc ca Lt. Ion Oprea
- Silvia Popovici ca Maria
- Dumitru Scînteie ca Horvath
- Andrei Codarcea
- Mircea Constantinescu
- Silvia Dumitrescu-Timică
- Jules Cazaban
- Marcel Anghelescu
- Gheorghe Soare
- Ștefan Ciobotărașu
- Natașa Alexandra
- Ion Besoiu ca Vicu
- Mitzura Arghezi
- Benedict Dabija
- Traian Petruț
- Ernest Maftei
- Florin Stroe
- Costin Popescu
- Romulus Neacșu
- Constantin Vaeni
- Cristian Babeș
- Victor Moldovan

## Producție
Filmările au avut loc în perioada 16 mai – 11 decembrie 1959, exterioare la Sibiu, interioare la Buftea. Cheltuielile de producție s-au ridicat la  6.314.000 lei.

## Primire
Filmul a fost vizionat de 2.176.419 de spectatori în cinematografele din România, după cum atestă o situație a numărului de spectatori înregistrat de filmele românești de la data premierei și până la data de 31 decembrie 2014 alcătuită de Centrul Național al Cinematografiei.